# Gare de Dreux
Gare de Dreux – stacja kolejowa w Dreux, w departamencie Eure-et-Loir, w Regionie Centralnym-Dolinie Loary, we Francji.
Jest stacją Société nationale des chemins de fer français (SNCF) obsługiwaną przez pociągi Intercités Normandie, TER Basse-Normandie, TER Haute-Normandie, linii N Transilien i TER Centre.